# Wilhelm Hortmann
Wilhelm Hortmann (* 5. Juni 1929; † 12. April 2021) war ein deutscher Anglist.

## Leben
Wilhelm Hortmann studierte Anglistik und Germanistik in Köln sowie Soziologie an der Fordham University in New York City.
Hortmann lehrte Englische Literatur an den Universitäten Frankfurt, Duisburg und Santa Barbara. Nach seiner Emeritierung betätigte er sich als Theaterhistoriker, Biograf und Redenschreiber. Hortmann beschäftigte sich vorzugsweise mit den Schnittpunkten von Kultur und Politik; dabei lag sein Augenmerk insbesondere auf der Verbindung von Theater und Zeitgeschichte. Nach mehreren fachwissenschaftlichen Veröffentlichungen legte er mit Das Wunder von Bochum seinen ersten Roman vor. Er war Mitglied im PEN-Zentrum Deutschland.

## Schriften
- Shakespeare und das deutsche Theater im XX. Jahrhundert. – Neu bearb. dt. Ausg. – Henschel, Berlin 2001. ISBN 3-89487-374-4
- Das Wunder von Bochum. – 2. Aufl. – Books on Demand, Norderstedt 2007. ISBN 978-3-8334-8459-9 ISBN 3-8334-8459-4
- Von Mensch zu Mensch; Leben und Wirken des Spediteurs Georg Dietrich aus Offenburg, Swiridoff-Verlag, 2004 ISBN 978-3-89929-042-4
- Wenn die Kunst stirbt. Zum Prinzip des Organischen in der Kunst- und Gesellschaftstheorie von Herbert Read (=Duisburger Hochschulbeiträge 5), Walter Braun Verlag, Duisburg 1976.